# Physaria pallida
Physaria pallida là một loài thực vật có hoa trong họ Cải. Loài này được (Torr. & A. Gray) O'Kane & Al-Shehbaz mô tả khoa học đầu tiên năm 2002.